# Hraniční buk (Suchý Kámen)
Hraniční buk je památný strom u vsi Suchý Kámen, jihozápadně od Nýrska v okrese Klatovy v Plzeňském kraji. Vitální buk lesní (Fagus sylvatica) roste na hranici katastrálních území Suchý Kámen a Stará Lhota a jde o hraniční strom. Obvod jeho kmene měří 272 cm a koruna stromu dosahuje do výšky 30 m (měření 2003). Buk je chráněn od roku 1995 pro svůj vzrůst, jako krajinná dominanta a jako hraniční strom.

## Stromy v okolí
- Buk na Suchém Kameni
- Buk nad fořtovnou
- Buk pod penzionem
- Smrk na Suchém Kameni